# 사유기
〈사유기〉(四遊記)는 중국의 명대에 성립한 네 개의 신마소설을 집성한 저작.
명대 이후에 오승은의 전기소설 〈서유기〉가 대히트 한 후, 명대로부터 청대에 걸친 서점·오원태, 오정태와 여상두가 불교와 도교에 관련된 희곡·잡극과 신화전설에 근거해 편찬한 것이 〈동유기〉·〈남유기〉·〈북유기〉. 양시와의 희곡에 소설화한 〈서유기전〉도 더해, 이 사대유기를 집성한 것이다. 주로 천계의 신선과 괴물 등을 그린다.

## 저작
- 〈서유기[1]〉(별명: 〈서유당삼장출신전〉이나 〈서유기전〉) - 저자: 양시와 (양치화)
  - 삼장법사와 삼인도제의 서천취경의 여로를 중심으로 그려져 있다.
- 〈동유기〉(별명: 〈상동팔선전〉이나 〈팔선출처동유기〉) - 저자: 오정태/오원태
  - 팔선이 동해를 건너고 요마와 싸우는 이야기를 중심으로 그려져 있다.
- 〈남유기〉(별명: 〈오현령관대제화광천왕전〉) - 저자: 여상두
  - 오현령관대제 화광천왕이 천계를 시끄럽게 하는 이야기를 중심으로 그려져 있다.
- 〈북유기〉(별명: 〈북방진무조사현천상제출신지전〉) - 저자: 여상두
  - 북방진무상장현천제의 출신과 무당산의 조사가 천지의 신마를 퇴치하는 이야기를 중심으로 그려져 있다.